# دودو طويتو
دودو طويتو (بالعبرية: דודו טויטו // بالفرنسية: Dudu Twito) من مواليد 06 فبراير 1994 في بئر السبع , بإسرائيل. و هو لاعب كرة قدم إسرائيلي .
تعود جذور عائلته إلى اليهود الجزائريين.

## روابط خارجية
- دودو طويتو على موقع الاتحاد الأوربي (الإنجليزية)
- دودو طويتو على موقع قاعدة بيانات كرة القدم.إي يو (الإنجليزية)
- دودو طويتو على موقع Soccerway.com (الإنجليزية)
- دودو طويتو على موقع عالم كرة القدم.نت (الإنجليزية)